# La notte dei misteri
La notte dei misteri è stato un programma radiofonico notturno di Radiouno (Rai) tra la fine degli anni '90 e l'inizio del Terzo Millennio.

## Produzione
Si trattava di un rotocalco della notte di Radiouno curato da Fabio Brasile e Paolo Francisci, prodotto in collaborazione con il Giornale Radio, supervisione di Carlo Barrese e Sergio Valzania. Le voci erano quelle di Carlo Barrese, Paolo Francisci, Lorenzo Opice, Leonardo Gorra, Marco Sani, Vittorio Schiraldi, Rosanna Piras, Dina Luce, Luciana Damiano, Lella Carcereri, Giorgio Patrizi e Claudia Poggiani.
Il programma proponeva atmosfere, personaggi, fatti e misfatti della notte italiana, attraverso interviste, riflessioni, molta musica; in studio, vari ospiti del mondo dello spettacolo, dello sport, della cultura, della scienza e della politica. Il programma prevedeva anche telefonate in diretta degli ascoltatori.